# Berg Brauerei Ulrich Zimmermann

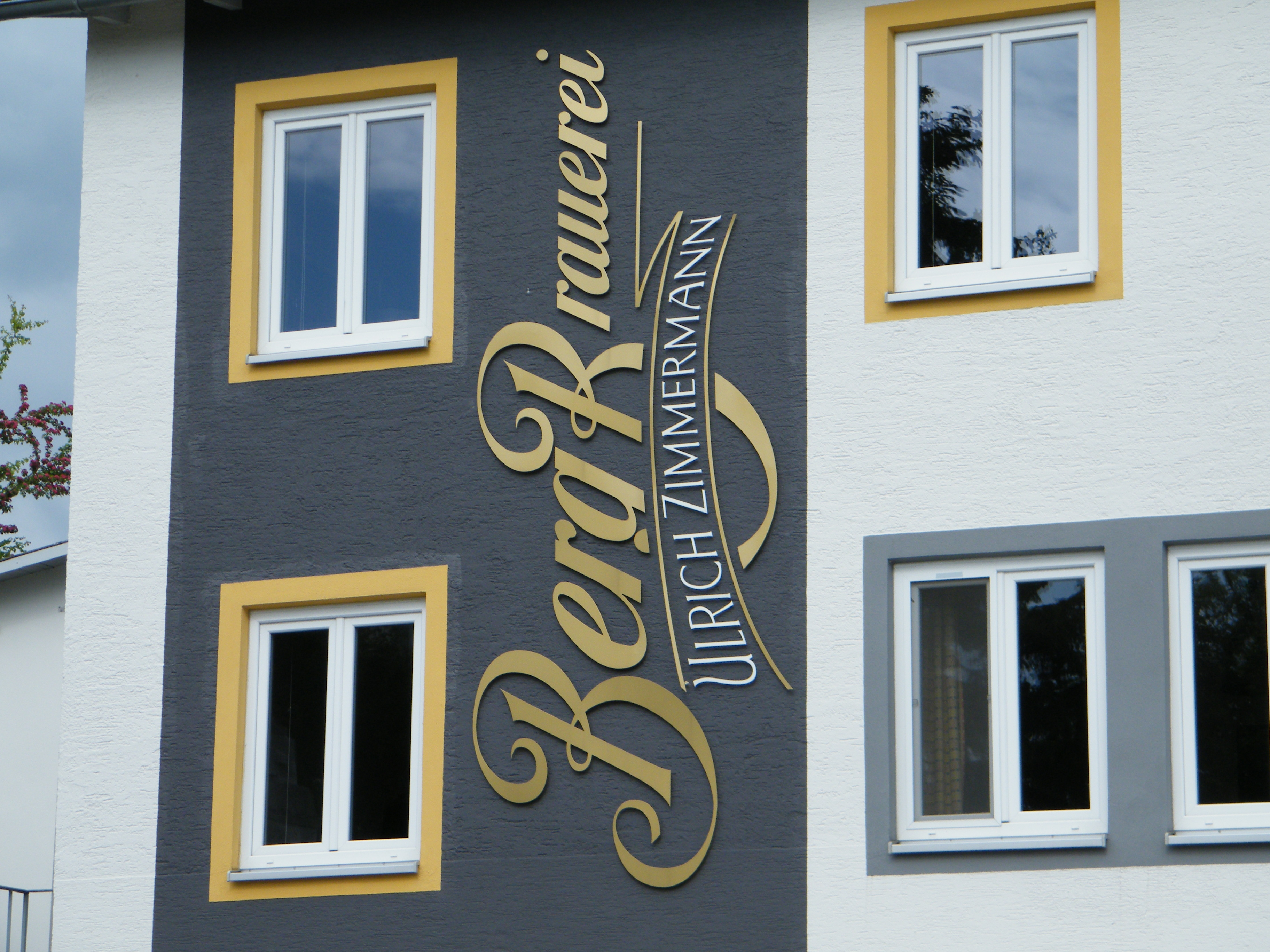
Berg Brauerei Ehingen

Die Berg Brauerei Ulrich Zimmermann GmbH & Co. KG ist eine Bierbrauerei im Teilort Berg der Stadt Ehingen.

## Geschichte
Die erste urkundliche Erwähnung datiert vom 12. Juli 1466. An diesem Tag wird das „Wirtshaus auf dem Berg“ in einem Lehensbrief des Erzherzogs Sigmund zu Österreich als das „Wirtshaus mit dem Recht zu Backen, Sieden und andere Metzlereien“ genannt. 2016 feierte das Unternehmen deshalb sein 550-jähriges Bestehen.
Seit 1757 befindet sich die Berg Brauerei in Familienbesitz, heute in der neunten Generation.

## St. Ulrichsfest
Seit dem Jahr 1911 wird im Brauereihof der Brauerei alljährlich am 4. Juli bzw. am darauffolgenden Wochenende das St. Ulrichsfest gefeiert. Eigens für das St. Ulrichsfest wurde im Jahr 1911 erstmals das Ulrichsbier als Spezialbier eingebraut. Heute ist dieses Bier mit 12,7 % Stammwürze und 5,3 % Vol. Alkohol ganzjährig in der Bügelverschlussflasche erhältlich.

## Produkte
Insgesamt werden 30.000 Hektoliter pro Jahr gebraut. Von den angebotenen Biersorten werden für 4 nur Zutaten aus ökologischer Landwirtschaft verwendet.
1. Ulrichsbier: Spezialbier aus Gerstenmalz, Röstmalz, Hallertauer Magnum und Tettnanger Perle gebraut, mit 5,3 % Alkohol.
2. Berg Original: Gebraut aus hellem Gerstenmalz und Hallertauer Magnum, Hallertauer Tradition, mit 5,0 % Alkohol.
3. Schäfleshimmel: Unfiltriert als untergärige Flaschengärung gereift. Gebraut aus Gerstenmalz und Hopfen aus biologischem Anbau, den Hopfensorten Tettnanger Tradition und Tettnanger Aromahopfen, 5,6 % Alkohol.
4. Bräumeister Pils: Gebraut aus Albkorn-Gerstenmalz und den drei Hopfensorten Hallertauer Magnum, Hallertauer Tradition, Tettnanger Aromahopfen, 4,8 % Alkohol.
5. Berg Spezial: Gebraut aus hellem Gerstenmalz und den Hopfensorten Hallertauer Magnum und Tettnanger Perle, 5,3 % Alkohol.
6. Berg Cyriakus: alkoholfreie, naturtrübe Brauspezialität mit Tettnanger Hopfen Callista kalt gehopft (Alk. Vol. <0,5 %).
7. Berg Maria-Anna: alkoholfreies Radler mit 50 % Cyriakus, dem naturtrüben alkoholfreien Bier, und 50 % naturtrüber Zitronenlimonade
8. Berg 3-Korn Hefeweizen: Gebraut aus Weizen-, Gersten-, Dinkel- und Röstmalz aus Bioland-Anbau sowie Tettnanger Aromahopfen, 5,1 % Alkohol.

## Sonstiges
Die Brauerei ist Mitglied im Brauring, einer Kooperationsgesellschaft privater Brauereien aus Deutschland, Österreich und der Schweiz.
Die Brauerei ist Inhaber einer Reihe von Marken, wie zum Beispiel: "Herbstgold", "Schäfleshimmel", "Bergbier", "Berg Bier", "Berg Original", "Berg Hefe-Weizen", "Berg Radler", "Berg", "Ulrichsbier", "Uli", "Jubel", "Cyriakus", "Maria-Anna" und "Albspezl".